# Todd Duncan
Pour les articles homonymes, voir Duncan.
Répertoire
- Carmen, opéra : Escamillo
- Lost in the Stars, tragédie musicale : Stephen Kumalo
- Pagliacci, opéra : Tonio
- Porgy and Bess, opéra : Porgy
- Un petit coin aux cieux, comédie musicale : Le 'Général' 
Robert Todd Duncan est un artiste lyrique (baryton), professeur et acteur afro-américain, né le 12 février 1903 à Danville (Kentucky), mort le 28 février 1998 à Washington (district de Columbia) et un défenseur des droits civiques qui a brisé les barrières ségrégationnistes dans l’opéra.

## Biographie

### Jeunesse
Né en 1903 à Danville, dans le Kentucky, Robert Todd Duncan est l'enfant unique de John C. Duncan, un fermier, et de Letitia "Nettie" Cooper Duncan, professeure de piano. Il étudie le piano, dès ses cinq ans avec sa mère. Quand ses parents divorcent, il part avec sa mère vivre chez son grand père maternel, Robert Owsley Cooper à Somerset dans le Kentucky. À Somerset, il chante dans la chorale de la Davis Chapel affiliée à l'Église épiscopale méthodiste africaine. Après ses études primaires, il fait ses études secondaires à l'African American high school dépendant du Simmons College of Kentucky (en) de Louisville dans le Kentucky.

### Cursus universitaire
Après des études musicales menées à l'Université Butler d'Indianapolis, où il obtient son Bachelor of Arts en 1925, puis au Teachers College — affilié à l'Université Columbia — de New York , où il obtient son Master of Arts en 1930.
Todd Duncan enseigne le chant lyrique pendant cinquante ans à l'Université Howard de Washington. Ultérieurement, il poursuit ses activités de professeur de chant lyrique aussi bien à titre privé, qu'à l'Institut Curtis de Philadelphie.

### Carrière lyrique

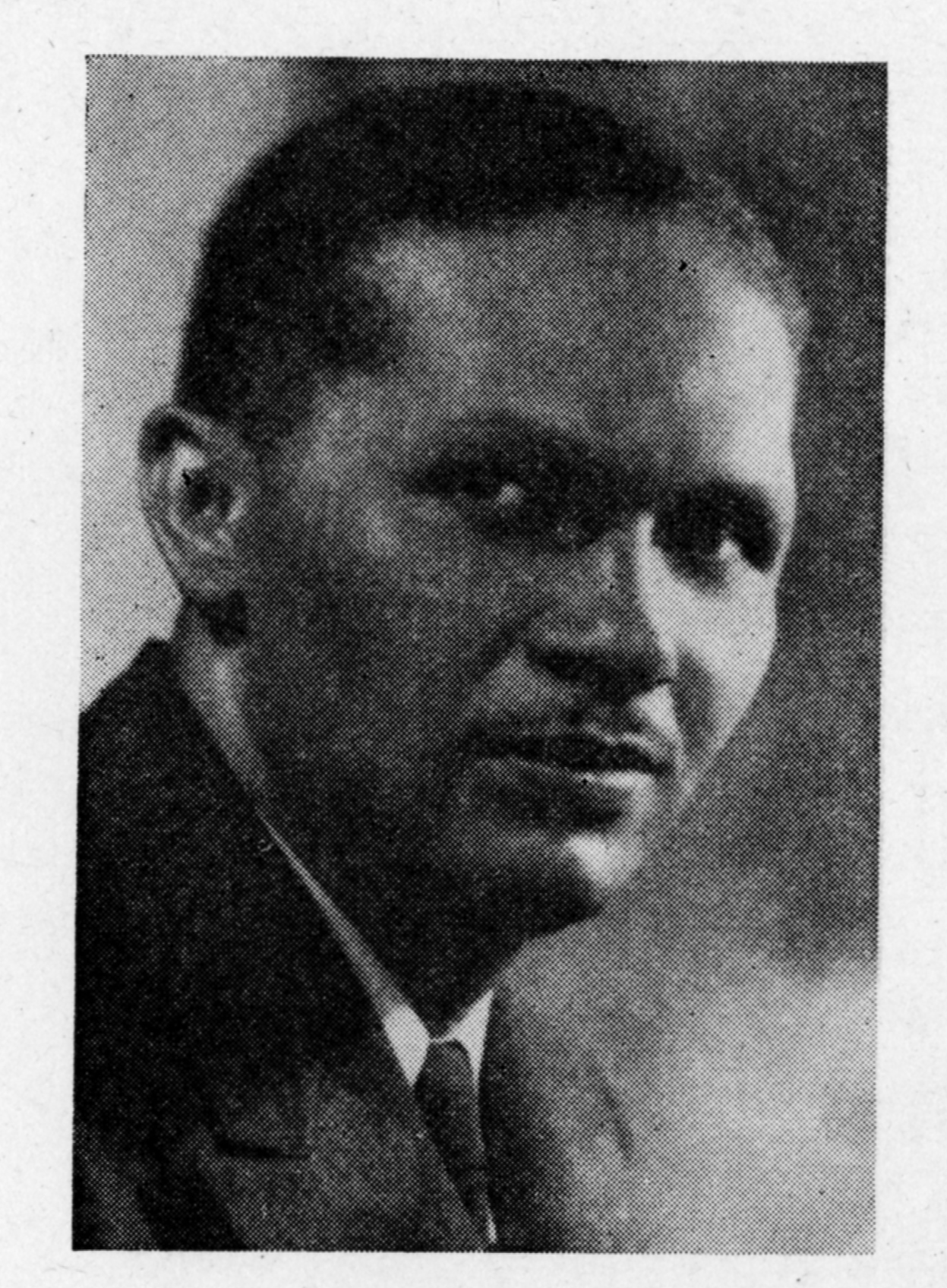

Comme chanteur, dans la tessiture de baryton, son premier opéra est Cavalleria rusticana de Pietro Mascagni, représenté à New York en 1934 au Mecca Temple, au sein de la compagnie afro-américaine Aeolian Opera. Remarqué alors, il auditionne devant le compositeur George Gershwin qui le choisit pour créer le rôle de Porgy (aux côtés d'Anne Brown personnifiant Bess), dans son opéra Porgy and Bess,, créé à Boston en septembre 1935, puis joué à Broadway (New York) d'octobre 1935 à janvier 1936. Il tient ce rôle majeur dans sa carrière plus de mille-huit-cents fois, par la suite en tournée et lors de reprises à Broadway, en 1942 (paraît une sélection discographique, avec la distribution originale, chez Decca) et en 1943.
Fait notable, il est en 1945 le premier chanteur afro-américain accédant à une grande maison d'opéra américaine, le New York City Opera (dix ans avant Marian Anderson au Metropolitan Opera), avec Pagliacci de Ruggero Leoncavallo. Toujours en 1945, au même lieu, il est Escamillo dans Carmen de Georges Bizet.
Ces deux productions sont également montées durant la même période à Broadway, où Todd Duncan revient aussi pour deux autres œuvres. La première en 1940-1941 est la comédie musicale Un petit coin aux cieux, sur une musique de Vernon Duke, avec (comme pour Porgy and Bess) une distribution exclusivement afro-américaine, dont Ethel Waters et Dooley Wilson. La deuxième (son ultime prestation à Broadway) est la tragédie musicale Lost in the Stars de Kurt Weill et Maxwell Anderson, aux côtés de Leslie Banks, représentée 281 fois d'octobre 1949 à juillet 1950 ; dans cette adaptation du roman Pleure, ô pays bien-aimé d'Alan Paton traitant de l'apartheid, il est Stephen Kumalo — rôle repris par James Earl Jones dans la deuxième adaptation au cinéma du roman en 1995, sous le même titre —.
Lui-même apparaît au cinéma dans deux films américains. Le premier est Syncopation, film musical de William Dieterle sorti en 1942, avec Adolphe Menjou et Jackie Cooper. Le second est le drame Prisons sans chaînes d'Hall Bartlett, sorti en 1955, avec Barbara Hale et Chester Morris ; en plus de sa prestation comme acteur, il y est le premier interprète de la chanson Unchained Melody (thème du film, sur une musique d'Alex North) qui s'impose très vite comme un standard.
Outre la comédie musicale et l'opéra, Todd Duncan donne souvent des récitals durant sa carrière, tant aux États-Unis qu'à l'étranger. Entre autres, il se rend en Amérique du Sud courant 1945, puis en Australie — première tournée d'un chanteur afro-américain dans ce pays — et Nouvelle-Zélande courant 1946. Après un dernier récital public en 1964, il chante encore l'année suivante (1965) à la Maison-Blanche, pour le président nouvellement élu Lyndon B. Johnson.
Défendant les droits civiques des Afro-américains, il est membre de la fraternité Alpha Phi Alpha et s'illustre en particulier lors d'une représentation houleuse de Porgy and Bess, au National Theatre de Washington en 1936, à un moment où la ségrégation sévit pleinement.

### Vie privée
Todd Duncan se marie, en 1934, avec Gladys Jackson, et il adopte son fils né d'un précédent mariage, Charles Andrew Tignor Duncan,.
Il meurt le 28 février 1998, dans sa résidence de Washington.

## Répertoire

### À Broadway (intégrale)
- 1935-1936 : Porgy and Bess, opéra, musique de George Gershwin, lyrics d'Ira Gershwin et DuBose Heyward, livret de ce dernier, d'après la pièce Porgy de Dorothy et DuBose Heyward, mise en scène de Rouben Mamoulian : Porgy
- 1940-1941 : Un petit coin aux cieux (Cabin in the Sky), comédie musicale, musique de Vernon Duke, lyrics de John La Touche (en), livret de Lynn Root, chorégraphie de George Balanchine : Le 'Général'
- 1942-1943 : Porgy and Bess, reprises : Porgy
- 1945 : Pagliacci, opéra, musique et livret de Ruggero Leoncavallo : Tonio
- 1945 : Carmen, opéra, musique de Georges Bizet, livret d'Henri Meilhac et Ludovic Halévy, d'après la nouvelle éponyme de Prosper Mérimée : Escamillo
- 1949-1950 : Lost in the Stars, tragédie musicale, musique, orchestrations et arrangements de Kurt Weill, lyrics et livret de Maxwell Anderson, d'après le roman Pleure, ô pays bien-aimé (Cry, the Beloved Country) d'Alan Paton, mise en scène de Rouben Mamoulian : Stephen Kumalo

### Autres rôles
- 1934 : Cavalleria rusticana, opéra, musique de Pietro Mascagni, livret de Giovanni Targioni-Tozzetti et Guido Menasci (Mecca Temple, New York) : Alfio
- 1935 : Porgy and Bess (création mondiale à Boston) : Porgy
- 1945 : Pagliacci (New York City Opera) : Tonio
- 1945 : Carmen (New York City Opera) : Escamillo

## Filmographie complète
- 1942 : La Fièvre du jazz (Syncopation) de William Dieterle : Rex Tearbone
- 1955 : Prisons sans chaînes (Unchained) d'Hall Bartlett : Bill Howard

## Récompenses et distinctions
- 1945 : lauréat du NAACP Award, pour sa contribution au théâtre
- 1950 : lauréat du New York Drama Critics awards[12]
- 1978 : la Washington Performing Arts Society organise un gala en son honneur[13]
- 1984 : récipiendaire de la George Peabody Medal of Music[14], décernée par le Peabody Conservatory of Music de l'Université Johns Hopkins
- 2006 : Todd Duncan est inscrit sur le Kentucky Music Hall of Fame (nl)[15].